# エルザ・ランチェスター
エルザ・ランチェスター（Elsa Lanchester, 本名: Elizabeth Lanchester Sullivan, 1902年10月28日 - 1986年12月26日）は、イギリスの女優。

## 来歴
ロンドン出身。幼い頃はイサドラ・ダンカンの所で舞踊を習っていた。大人になって、彼女は近所の子供たちに教えていた。ダンサーとしてミュージック・ホール等に出演した後、1922年に舞台デビュー。1927年より映画にも出演するようになる。1929年、俳優のチャールズ・ロートンと結婚。
1935年の『フランケンシュタインの花嫁』では花嫁役を演じ、観客に強烈な印象を与えた。
1950年にアメリカ合衆国の市民権を取得。1957年公開の『情婦』でゴールデングローブ賞 助演女優賞を受賞した。
1986年12月26日、カリフォルニア州ウッドランドヒルズで肺炎により死去。
翌年1月5日に火葬され、遺灰は太平洋に散骨された。

## 主な出演作品
- ヘンリー八世の私生活 The Private Life of Henry VIII (1933)
- 孤児ダビド物語 David Copperfield (1935)
- フランケンシュタインの花嫁 Bride of Frankenstein (1935)
- 浮かれ姫君 Naughty Marietta (1935)
- ベンジャミンの物語 Son of Fury: The Story of Benjamin Blake (1942)
- 運命の饗宴 Tales of Manhattan (1942)
- 名犬ラッシー 家路 Lassie Come Home (1943)
- らせん階段 The Spiral Staircase (1945)
- 剃刀の刃 The Razor's Edge (1946)
- 大時計 The Big Clock (1948)
- 星は輝く Come to the Stable (1949)
- ダニー・ケイの検察官閣下The Inspector General (1949)
- 底抜け最大のショウ 3 Ring Circus (1954)
- ガラスの靴　The Glass Slipper(1955)
- 情婦 Witness for the Prosecution (1957)
- メリー・ポピンズ Mary Poppins (1964)
- シャム猫FBI/ニャンタッチャブル That Darn Cat! (1965)
- GO!GO!GO!/ゴー!ゴー!ゴー! Easy Come, Easy Go (1967)
- ナタリーの朝 Me, Natalie (1969)
- ウイラード Willard (1971)
- 名探偵登場 Murder by Death (1976)

## 受賞歴

### アカデミー賞
ノミネート
1957年 アカデミー助演女優賞:『情婦』